# In the Deathcar
 (septembre 2021).
Pistes de Arizona Dream (en)
Dreams
Pistes de Arizona Dream (en)
Death American Dreamers
Old Home Movie
In the Deathcar est la chanson du générique d'introduction du film d'Emir Kusturica Arizona Dream. Écrite par Iggy Pop, elle est interprétée d'une voix lugubre par le chanteur punk sur une musique plagiée.
Le générique de fin reprend la même musique sous le titre This Is a Film, avec un chœur et des paroles non chantées d'Emir Kusturica.

## Musique
In the Deathcar et This Is a Film partagent la même musique entraînante d'une rumba. Celle-ci a été arrangée par Goran Bregović à partir d'une chanson corse intitulée Solenzara que Fernande Jung avait écrite après guerre sur une musique d'Arcangelo Petisi, mandoliniste et compositeur pour accordéon, également connu sous les noms Arc Angels ou encore Marc Angel. Interprétée une première fois en 1962 par Dominique Marfisi, cette chansonnette, variation du thème d'un amour d'été, était devenue célèbre grâce à l'interprétation qu'en avait donnée en 1967 Enrico Macias, traducteur avec Jacques Demarny des paroles en français, et avait ensuite été reprise, entre autres, par Tino Rossi en 1978. Air France avait longtemps utilisé, comme l'un de ses fonds sonores, la version aux allures d'interlude qu'en avait tirée Claude Ciari (ja) en 1966 à la guitare.
Propriété depuis 1962 des interprètes Régina et Bruno Bacara, la composition de Bregović est interdite de diffusion peu après sa sortie par une procédure juridique menée par Philippe Marfisi, fils de Dominique Marfisi et collaborateur de Patrick Sébastien, jusqu'à ce qu'un accord, en 2002, soit trouvé avec les ayants droit.

## Paroles

### In the Deathcar
Le poème, écrit par Iggy Pop, évoque, sur le thème du post coïtum animal triste, différentes scènes métaphoriques du film récurrentes dans l'œuvre de Kusturica : l'aboiement du chien fidèle, la vie conçue comme un accident, l'amour à plus d'âge, la vie plus vraie vécue par les personnages de cinéma, la civilisation de la voiture comme un emportement illusoire… Son refrain « Dans la voiture de mort, nous sommes en vie » exprime la philosophie calderonienne, développée dans le film, d'une vie qui n'est faite que d'illusions mais d'un désir qui se perpétue au-delà de la mort.

### This Is a Film
Les paroles, écrites par Emir Kusturica, reprennent les mots d'Andrei Platonov dans son roman Tchevengour, « Il voudrait montrer à  Zakhar Pavlovitch les yeux d'un poisson mort et lui dire, Regarde, là est la sagesse ! Le poisson se tient entre la vie et la mort, et c'est pour cela qu'il reste muet et impassible. Je veux dire, que même un veau pense, mais un poisson, non. Il sait déjà tout. »
Le titre initialement envisagé pour « ce film » était en effet La Valse du turbot.